# 新珠三千代
新珠 三千代（あらたま みちよ、1930年1月15日 - 2001年3月17日）は、日本の女優、元・宝塚歌劇団雪組主演娘役の宝塚歌劇団卒業生である。奈良県奈良市出身。本名：戸田 恭子（とだ きょうこ）、後に靖子、馨子と改名している。宝塚歌劇団当時の愛称は恭ちゃん。

## 略歴・人物
- 普連土学園に入学後、13歳で宝塚音楽学校に転学。終戦を待って宝塚歌劇団に入団[1]。宝塚入団時の成績は15人中4位[4]。1946年『グラナダの薔薇』で初舞台。宝塚歌劇団33期生。
- 可憐な美貌と歌唱力でトップ娘役として活躍。中でも、同じ年に初舞台を踏んだ明石照子とのコンビは絶賛された。宝塚歌劇団時代の代表作には『ハムレット』『ひめゆりの塔』『ジャワの踊り子』などがある。
- 1951年、東宝『袴だれ保輔』で映画デビュー。
- 1955年に宝塚を退団し、日活に入社して映画女優として活躍、先輩で宝塚OGの月丘夢路と並んで看板スターになる[1]。
- 1956年、『洲崎パラダイス赤信号』（川島雄三監督）をヒットさせるが、1957年には東宝に移籍、亡くなるまで東宝所属（東宝芸能所属）だった。1959年スタートの6部作『人間の條件』では苦難を乗り越え戦場まで夫を追い求めるひたむきな妻を演じ、ブルーリボン助演女優賞を受賞。また東宝の看板映画である『社長』シリーズに数多く出演した。
- 1966年度のキネマ旬報ベストテンで10位に入賞した『女の中にいる他人』では内に秘めた女の情念を見事に演じ切った。
- テレビドラマでは『氷点』にて医師夫人・辻口夏枝役を演じたほか、『細うで繁盛記』での数々の困難にもめげずに伊豆・熱川の温泉旅館を切り盛りするおかみ・加代役で人気を決定づけた。『虹を織る』では、ヒロインを指導する教員（日舞担当）・上原敏江役を演じた。また、舞台での『細雪』の二女は当たり役とも評された。このように、和服が似合う清楚高潔な「伝統的な日本女性」としてのイメージを保ちながら、娘役から母親役、良妻賢母から悪女まで、幅広い役柄を演じられる器量が評価され、各方面から絶賛された。
- また、1981年より放送された『なるほど!ザ・ワールド』には準レギュラー解答者として多く出演している。
- 1994年12月、舞台『女たちの忠臣蔵』出演中に心臓疾患のため降板して以降、体調がすぐれず仕事も大幅に減らしていた。
- 2001年3月17日午後8時35分、東京都港区の東京慈恵会医科大学附属病院で腰椎椎間板ヘルニアの手術の際に、心臓疾患から手術の影響に耐えられず心不全を起こし死去、71歳だった[2][5]。前年11月、朗読劇『ハロルドとモード』で約6年ぶりに舞台復帰を果たし、体調を整えて本格的に活動再開を行う計画を進めていた中での急死であった。
- 実妹の椿千代（のち桂典子・本名戸田乃理子）も宝塚歌劇団（39期生）出身の女優であり、舞台公演等で共演もしたが、小宮山重四郎と結婚後、芸能界を引退した（2024年に死去[6]）。実妹以外の家族・私生活について一切明かさず、生涯独身であった[1]。
- 没後、2014年に宝塚歌劇団100周年記念で創設された『宝塚歌劇の殿堂』の最初の100人のひとりとして殿堂入り[7][8]。

## 出演作品

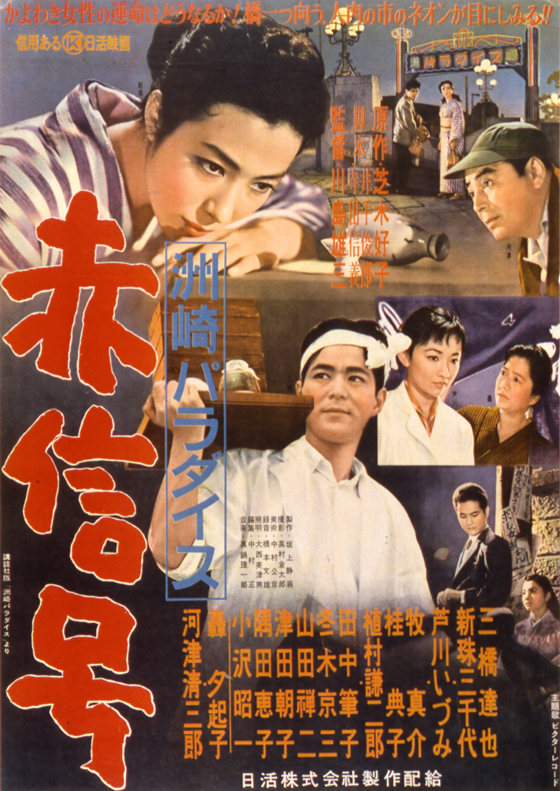
『洲崎パラダイス赤信号』（1956年）

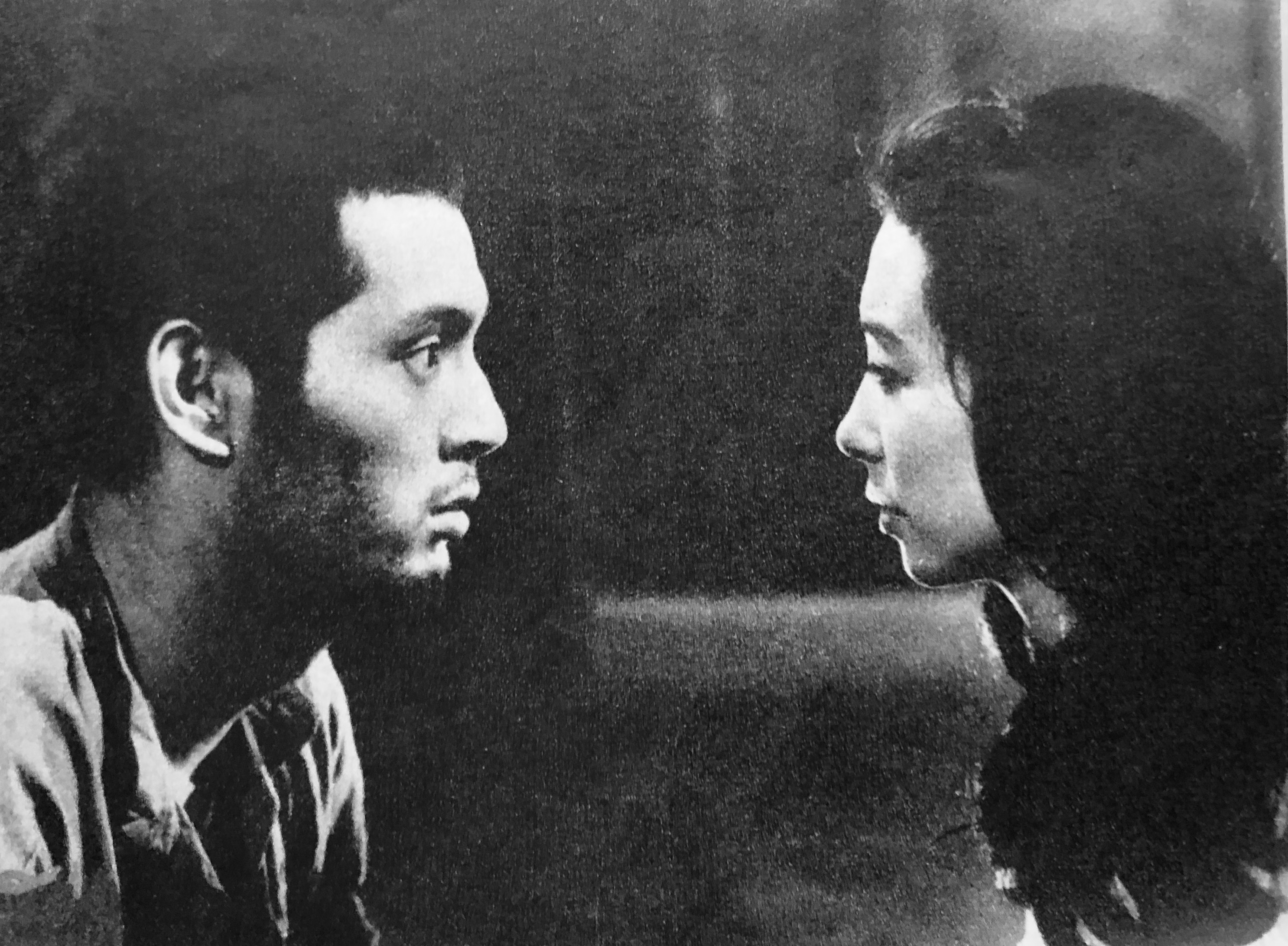
『人間の條件』（1959-61年）

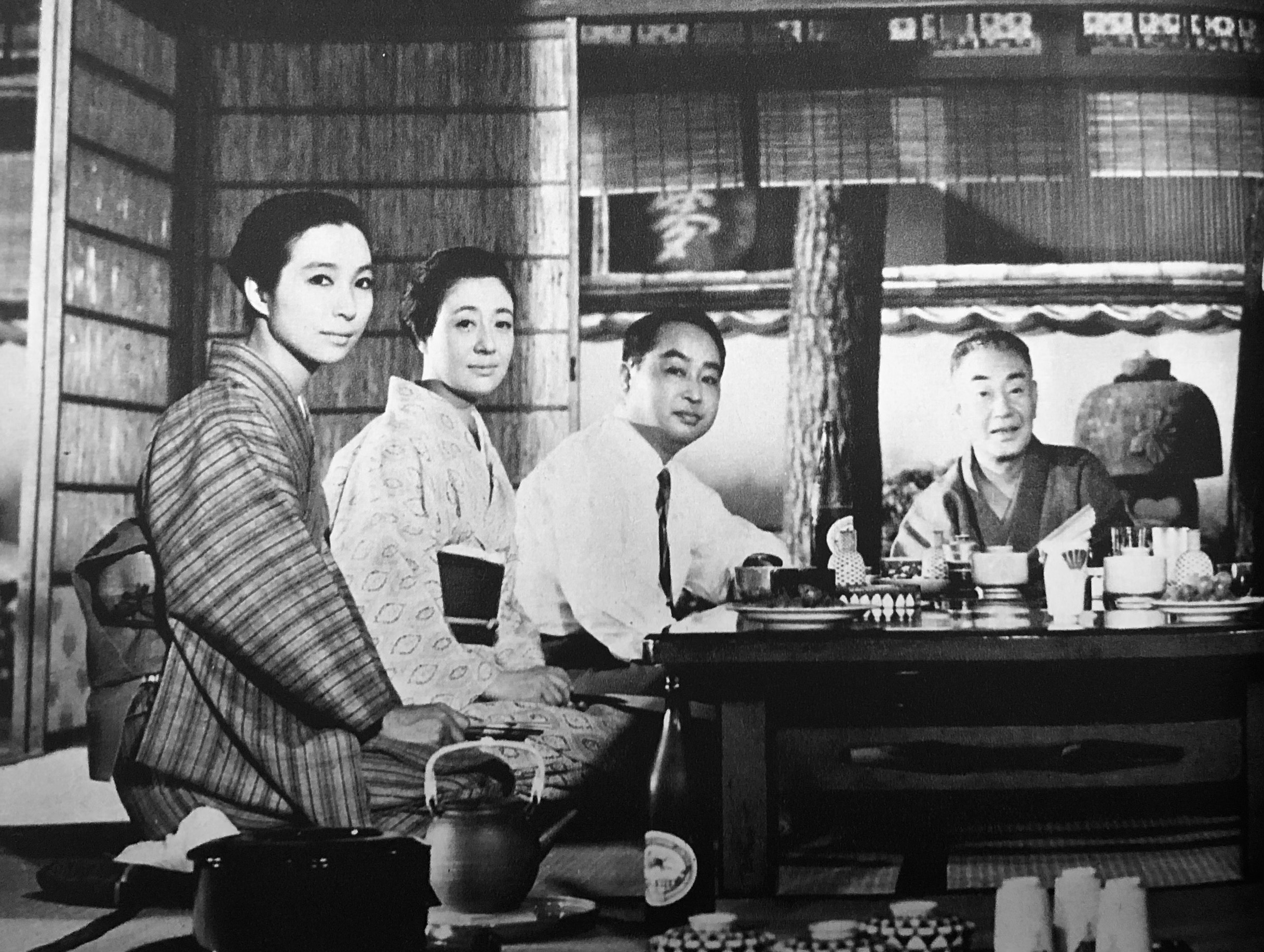
『小早川家の秋』（1961年）

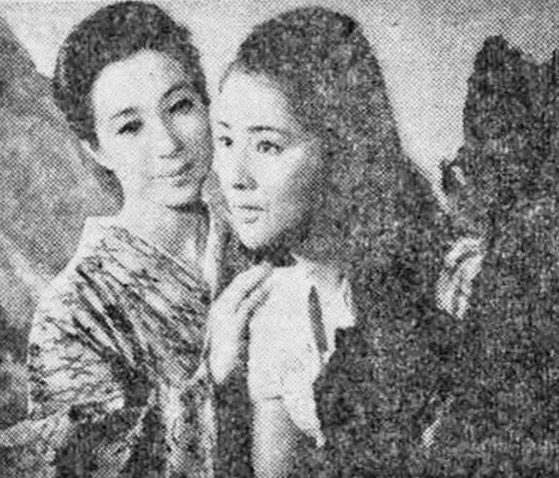
『斜陽のおもかげ』（1967年）

### テレビドラマ
- 氷点（1966年、NETテレビ） - 夏枝
- 大河ドラマ（NHK総合）
  - 天と地と（1969年） - 袈裟
  - 新・平家物語（1972年）
  - 風と雲と虹と（1976年）
- おちゃの子さいさい（1971年、フジテレビ）
- 細うで繁盛記（1970年 - 1971年、よみうりテレビ） - 加代
  - 細うで繁盛記（第2シリーズ）（1972年 - 1973年）
  - 新・細うで繁盛記（1973年 - 1974年）
- 加那子という女（1973年、日本テレビ）
- 求婚旅行（1974年、日本テレビ）
- 銀河テレビ小説（NHK総合）
  - やけぼっくい（1978年） - 松波八重
- 華岡青洲の妻（1980年、日本テレビ）
- 虹を織る（1980年 - 1981年、NHK総合 連続テレビ小説） - 敏江
- 木曜ゴールデンドラマ（よみうりテレビ）
  - 細雪（1980年）
  - 恋人たちの忠臣蔵（1981年）
  - 台所太平記〜おんな八人寄れば…（1982年） - 讃子
  - 大阪船場女の陣（1990年）
  - 妻と永遠に生きる（1991年）
- 平岩弓枝ドラマシリーズ（フジテレビ）
  - 女の座（1981年）
  - 嫁の座（1982年）
  - 花ホテル（1983年）
  - 湖水祭（1983年）
  - 女の暦（1984年）
- 火曜サスペンス劇場 / 「青い幸福」原作：平岩弓枝（1983年、日本テレビ / 東映）　- 下川松江　※主演
- 平岩弓枝ドラマスペシャル / 歳月（1989年、フジテレビ） - 加田国子
- 金曜エンタテイメント 細うで繁盛記（2006 - 2007年、フジテレビ） - 関口ゆう（写真出演） 役

### 映画
- 平安群盗伝 袴だれ保輔（1951年、東宝、監督：滝沢英輔） - 千種[3]
- 娘十八お転婆時代（1952年、製作：宝塚映画=東宝、配給：東宝、監督：倉谷勇） - 江上トシ子[3]
- その夜の誘惑（1952年、製作：宝塚映画、配給：東宝、監督：安達伸生） - よね子[3]
- あした来る人（1955年、日活、監督：川島雄三） - 山名杏子[9]
- 月夜の傘（1955年、日活、監督：久松静児） - 倉田美枝[9]
- こころ（1955年、日活、監督：市川崑） - 奥さん（静）[9]
- 風船（1956年　日活、監督：川島雄三） - 山名久美子[10]
- 神阪四郎の犯罪（1956年、日活、監督：久松静児） - 神阪雅子
- 雑居家族（1956年、日活、監督：久松静児） - 音江
- 乳母車（1956年、日活、監督：田坂具隆） - 相沢とも子[10]
- 洲崎パラダイス赤信号（1956年、日活、監督：川島雄三） - 蔦枝[10]
- 死の十字路（1956年、日活、監督：井上梅次） - 沖晴美[10]
- 川上哲治物語　背番号16（1957年、日活、監督：滝沢英輔） - 妻拡子[11]
- 女殺し油地獄（1957年、東宝、監督：堀川弘通） - 豊島屋お吉
- 葵秘帖（1958年、東映、監督：小沢茂弘）- 浅世
- 鰯雲（1958年、東宝、監督：成瀬巳喜男） - 千枝
- 炎上（1958年、大映） - 花の師匠
- 大東京誕生 大江戸の鐘（1958年、松竹、監督：大曽根辰保） - 小栗道子[3]
- 私は貝になりたい（1959年、東宝、監督：橋本忍） - 清水房江
- 人間の條件 （1959年 - 1961年、松竹） - 美千子
  - 人間の條件 第1部純愛篇/第2部激怒篇（1959年）
  - 人間の條件 第3部望郷篇/第4部戦雲篇（1959年）
  - 人間の條件 完結篇（1961年）
- 新・三等重役シリーズ（1959年 - 1960年、東宝） - 箱田章子[3]
  - 新・三等重役（1959年）
  - 新・三等重役 旅と女と酒の巻（1960年）
  - 新・三等重役 当るも八卦（）の巻（1960年）
  - 新・三等重役 亭主教育の巻（1960年）
- 社長シリーズ（1960年 - 1967年、東宝）[3]
  - サラリーマン忠臣蔵（1960年） - 芸者加代治
    - 続サラリーマン忠臣蔵（1961年） - 同上

  - 社長道中記（1961年） - 芸者ひょうたん
  - サラリーマン清水港（1962年） - 芸者〆蝶
    - 続サラリーマン清水港（1962年） - 同上

  - 社長洋行記（1962年） - 早坂悦子
    - 続・社長洋行記（1962年） - 同上

  - 社長外遊記（1963年） - 紀代子
    - 続・社長外遊記（1963年） - 同上

  - 続・社長紳士録（1964年） - 菊千代
  - 社長忍法帖（1965年） - 澄江
    - 続・社長忍法帖（1965年） - 同上

  - 社長行状記（1966年） - 町子
    - 続・社長行状記（1966年） - 同上

  - 社長千一夜（1967年） - 鈴子
    - 続・社長千一夜（1967年） - 同上
- 沓掛時次郎（1961年、大映、監督：池広一夫） - おきぬ
- 黒い画集 第二話 寒流（1961年、東宝、監督：鈴木英夫） - 前川奈美
- 小早川家の秋（1961年、製作：宝塚映画、配給：東宝、監督：小津安二郎） - 小早川文子
- 忠臣蔵 花の巻・雪の巻（1962年、東宝 ） - 浮雲太夫
- 馬喰一代（1963年、東映）- ゆき
- 江分利満氏の優雅な生活（1963年、東宝、監督：岡本喜八） - 夏子
- 風の視線（1963年、松竹、監督：川頭義郎） - 竜崎亜矢子
- 今日もわれ大空にあり（1964年、東宝、監督：古沢憲吾） - 山崎かおる
- 怪談（1964年、東宝） - 妻
- 侍（1965年、製作：東宝=三船プロ、配給：東宝、監督：岡本喜八） - お菊、菊姫
- 霧の旗（1965年、松竹、監督：山田洋次） - 河野径子
- 冷飯とおさんとちゃん（1965年、東映、監督：田坂具隆） - おふさ
- 大菩薩峠（1966年、製作：宝塚映画、配給：東宝、監督：岡本喜八） - お浜
- 女の中にいる他人（1966年、東宝、監督：成瀬巳喜男） - 田代雅子
- あこがれ（1966年、東宝、監督：恩地日出夫） - 水原園子
- 日本のいちばん長い日（1967年、東宝、監督：岡本喜八） - 原百合子
- 斜陽のおもかげ（1967年　日活、監督：斉藤光正） - 木田かず子
- 春らんまん（1968年、東宝、監督：千葉泰樹） - 唐沢静[3]
- 日本の青春（1968年、東宝、監督：小林正樹） - 英芳子
- 喜劇 大安旅行（1968年、松竹、監督：瀬川昌治） - 丸山雪子[3]
- ザ・テンプターズ 涙のあとに微笑みを（1969年、東宝、監督：内川清一郎） - 久子
- 鬼の棲む館（1969年、大映、監督：三隅研次） - 愛染[3]
- 男はつらいよ フーテンの寅（1970年、松竹、監督：森﨑東） - お志津
- ある兵士の賭け（1970年、松竹映配、監督：キース・エリック・バート） - 山田シゲ
- 人間革命（1973年、東宝、監督：舛田利雄） - 戸田幾枝
- 陽のあたる坂道（1975年、東宝、監督：吉松安弘） - 田代みどり
- 喜劇 百点満点（1976年、東宝、監督：松林宗惠） - 絹代

### 宝塚歌劇団時代の舞台

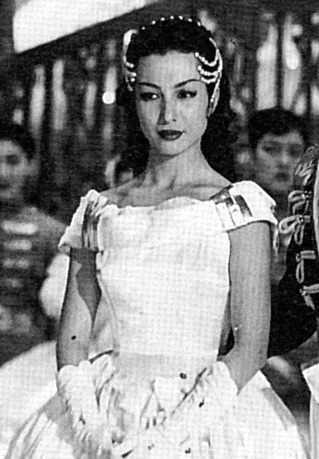
1954年、「君の名は（ワルシャワの恋の物語より）」出演時の新珠

- レインボーの歌（1948年3月2日 - 3月30日、花組、宝塚大劇場）
- ハムレット／ブギウギ巴里（1949年1月26日 - 2月16日、花組、宝塚大劇場）
- 想ひ出の薔薇（1949年5月11日 - 5月30日、花組、宝塚大劇場）
- プリズム・パレード（1949年11月1日 - 11月29日、花組、宝塚大劇場）
- 春風の接吻（1950年12月1日 - 12月28日、花・星組、宝塚大劇場）
- 文福茶釜／ラ・ヴィオレテラ（1951年2月1日 - 2月27日、花組、宝塚大劇場）
- 花の風土記（1951年11月1日 - 11月29日、雪組、宝塚大劇場）
- 猿飛佐助（1952年3月1日 - 3月30日、雪組、宝塚大劇場）
- シャンソン・ド・パリ（1952年6月1日 - 6月29日、雪組、宝塚大劇場）
- ジャワの踊り子 (プナリイ・ムラティ)（1952年10月1日 - 10月30日、雪組、宝塚大劇場）- アルヴィア
- 蝶々さん三代記（1953年3月1日 - 3月30日、雪組、宝塚大劇場）
- ひめゆりの塔（1953年7月1日 - 7月30日、雪組、宝塚大劇場）
- アラゴンの角笛／われら愛す（1953年11月1日 - 11月30日、雪組、宝塚大劇場）
- 人間萬歳（1954年1月1日 - 1月31日、雪組、宝塚大劇場）
- 君の名は (ワルシャワの恋の物語)（1954年11月2日 - 11月29日、花組、宝塚大劇場）

### ラジオドラマ
- ワイドドラマスペシャル 昭和15年まぼろしの東京オリンピック（1980年、NHKラジオ第1） - 第35回芸術祭賞ドラマ部門大賞[12]

### バラエティ・教養番組
- 第14回NHK紅白歌合戦（1963年12月31日、NHK総合・ラジオ第1） - 審査員
- なるほど!ザ・ワールド[1]（フジテレビ）※海外レポーターも務めた。
- 新テレビ私の履歴書 新珠三千代（1991年、テレビ東京）[13]

### CM
- 日本熱学工業 コインクーラー（1974年）